# Hascher bin Maktum
Scheich Hascher bin Maktum (arabisch حشر بن مكتوم, DMG Ḥašr b. Maktūm; † 22. November 1886) wurde 1859 nach dem Tod von Scheich Said bin Buti Herrscher des Emirates Dubai.
Er verpflichtete sich, die Abkommen, die seine Vorgänger mit den Briten und den Herrschern von Abu Dhabi und Umm al-Qaiwain unterzeichnet hatten, einzuhalten.
Scheich Hascher bin Maktum gewährte ausländischen Händlern Steuerbefreiung, wodurch sich immer mehr Kaufleute in Dubai niederließen.